# Halowe Mistrzostwa Świata w Lekkoatletyce 2025 – skok wzwyż mężczyzn
Skok wzwyż mężczyzn – jedna z konkurencji technicznych rozgrywanych podczas halowych lekkoatletycznych mistrzostw świata w Nanjing’s Cube w Nankinie.
Tytułu mistrzowskiego z 2024 nie obronił Hamish Kerr.

## Terminarz
| Data     | Godzina |       |
| -------- | ------- | ----- |
| 21 marca | 18:30   | Finał |

## Rekordy
W poniższej tabeli przedstawiono (według stanu przed rozpoczęciem mistrzostw) rekord świata, rekord halowych mistrzostw świata, rekordy kontynentów oraz najlepszy wynik na listach światowych w 2025.
|                                   | Zawodnik           | Wynik | Miejsce    | Data                      |
| --------------------------------- | ------------------ | ----- | ---------- | ------------------------- |
| Rekord świata                     | Javier Sotomayor   | 2,45  | Salamanka  | 27 lipca 1993(dts)        |
| Rekord halowych mistrzostw świata | Javier Sotomayor   | 2,43  | Budapeszt  | 4 marca 1989(dts)         |
| Rekord Afryki                     | Jacques Freitag    | 2,38  | Oudtshoorn | 5 marca 2005(dts)         |
| Rekord Ameryki Południowej        | Gilmar Mayo        | 2,33  | Pereira    | 17 października 1994(dts) |
| Rekord Ameryki Północnej          | Javier Sotomayor   | 2,45  | Salamanka  | 27 lipca 1993(dts)        |
| Rekord Australii i Oceanii        | Tim Forsyth        | 2,36  | Melbourne  | 2 marca 1997(dts)         |
| Rekord Australii i Oceanii        | Brandon Starc      | 2,36  | Eberstadt  | 26 sierpnia 2018(dts)     |
| Rekord Australii i Oceanii        | Hamish Kerr        | 2,36  | Glasgow    | 3 marca 2024(dts)         |
| Rekord Australii i Oceanii        | Hamish Kerr        | 2,36  | Paryż      | 10 sierpnia 2024(dts)     |
| Rekord Azji                       | Mutazz Isa Barszim | 2,43  | Bruksela   | 5 września 2014(dts)      |
| Rekord Europy                     | Patrik Sjöberg     | 2,42  | Sztokholm  | 30 czerwca 1987(dts)      |
| Rekord Europy                     | Carlo Thränhardt   | 2,42  | Berlin     | 26 lutego 1998(dts)       |
| Listy światowe                    | Ołeh Doroszczuk    | 2,34  | Apeldoorn  | 8 marca 2025(dts)         |

## Listy światowe
Poniższa tabela przedstawia 10 najlepszych wyników na świecie uzyskanych w sezonie 2025 przed rozpoczęciem mistrzostw.
Źródło: worldathletics.org.
| Poz. | Zawodnik            | Reprezentacja     | Wynik | Data                | Miejsce      |
| ---- | ------------------- | ----------------- | ----- | ------------------- | ------------ |
| 1.   | Ołeh Doroszczuk     | Izrael            | 2,34  | 8 marca(dts) br     | Apeldoorn    |
| 2.   | Raymond Richards    | Jamajka           | 2,31o | 25 stycznia(dts) br | Kingston     |
| 2.   | Jonathan Kapitolnik | Izrael            | 2,31o | 1 lutego(dts) br    | Tel Awiw     |
| 2.   | Stefano Sottile     | Włochy            | 2,31  | 7 lutego(dts) br    | Weinheim     |
| 2.   | Woo Sang-hyeok      | Korea Południowa  | 2,31  | 8 lutego(dts) br    | Hustopeče    |
| 6.   | Danił Łysienko      | Rosja             | 2,30  | 17 stycznia(dts) br | Czelabińsk   |
| 6.   | Jan Štefela         | Czechy            | 2,30  | 5 lutego(dts) br    | Trzyniec     |
| 6.   | Hamish Kerr         | Nowa Zelandia     | 2,30o | 22 lutego(dts) br   | Christchurch |
| 9.   | Scottie Vines       | Stany Zjednoczone | 2,29  | 15 lutego(dts) br   | Fayetteville |
| 9.   | Matteo Sioli        | Włochy            | 2,29  | 8 marca(dts) br     | Apeldoorn    |

Pogrubioną czcionką oznaczono zawodników, którzy wzięli udział w mistrzostwach.

## Wyniki
| – rekord świata \| – rekord kontynentu \| – rekord mistrzostw \| – rekord kraju |
| – rekord życiowy \| – najlepszy wynik w sezonie                                 |

### Finał
Źródło: worldathletics.org.
| Pozycja | Zawodnik            | Reprezentacja     | 2,14 | 2,20 | 2,24 | 2,28 | 2,31 | Wynik | Uwagi |
| ------- | ------------------- | ----------------- | ---- | ---- | ---- | ---- | ---- | ----- | ----- |
| 01 !    | Woo Sang-hyeok      | Korea Południowa  | o    | o    | xo   | o    | o    | 2,31  | =     |
| 02 !    | Hamish Kerr         | Nowa Zelandia     | o    | o    | xo   | o    | xxx  | 2,28  |       |
| 03 !    | Raymond Richards    | Jamajka           | o    | o    | o    | xo   | xxx  | 2,28  |       |
| 4.      | Elijah Kosiba       | Stany Zjednoczone | o    | o    | xo   | xo   | xxx  | 2,28  | SB    |
| 4.      | Ołeh Doroszczuk     | Ukraina           | o    | o    | o    | xxo  | xxx  | 2,28  |       |
| 6.      | Manuel Lando        | Włochy            | o    | o    | xxo  | xxx  |      | 2,24  |       |
| 7.      | Naoto Hasegawa      | Japonia           | o    | xo   | xxx  |      |      | 2,20  | SB    |
| 7.      | Jonathan Kapitolnik | Izrael            | xo   | xxo  | xxx  |      |      | 2,20  |       |
| 9.      | Romaine Beckford    | Jamajka           | o    | xxx  |      |      |      | 2,14  |       |
| 9.      | Jan Štefela         | Czechy            | o    | xxx  |      |      |      | 2,14  |       |
| 9.      | Dmytro Nikitin      | Ukraina           | o    | xxx  |      |      |      | 2,14  |       |
| 9.      | Joel Castro         | Portoryko         | o    | xxx  |      |      |      | 2,14  |       |
| 13.     | Souta Haraguchi     | Japonia           | xo   | xxx  |      |      |      | 2,14  | SB    |